# Quyền công tố
Quyền công tố là quyền của các cơ quan nhà nước có thẩm quyền (cơ quan công tố, xét xử, điều tra) dùng để điều tra, truy tố và buộc tội kẻ phạm pháp trước tòa án hay là quyền truy tố, buộc tội cá nhân, tổ chức trước pháp luật.
Quyền công tố thuộc về các cơ quan công tố ở các nước. Người được giao thực hiện việc công tố gọi là công tố viên hoặc kiểm sát viên. Thông thường ở các nước được tổ chức như sau:
- Nhóm các nước có cơ quan công tố nằm trong thành phần Bộ Tư pháp (Chính phủ) như Mỹ, Pháp, Ba Lan, Nhật Bản....
- Nhóm các nước có cơ quan công tố nằm trong thành phần các Tòa án như Tây Ban Nha, Ý, Hàn Quốc...
- Nhóm các nước không có chế định cơ quan công tố như nước Anh (nhưng trong các trường hợp cần thiết thì vẫn có những người đại diện cho vị lãnh đạo cao nhất của đoàn luật sư là các công tố viên phát biểu tại các phiên tòa với tính chất là những người buộc tội, hoặc khi xét xử các vụ án hình sự đặc biệt quan trọng thì việc buộc tội vẫn do một người có chức vụ đặc biệt thực hiện)
- Nhóm các nước có hệ thống cơ quan công tố riêng biệt nằm dưới sự giám sát của nghị viện, Quốc hội gồm các nước Xã hội chủ nghĩa (thường có tên là Viện Kiểm sát), các nước ở Đông Âu (cũ) và các nước Cộng hòa Liên bang thuộc Liên Xô trước đây.

Ở Việt Nam, quyền công tố thuộc về Viện Kiểm sát nhân dân các cấp và đây cũng là một chế định pháp luật quan trọng được quy định trong nhiều văn bản từ Hiến pháp đến các văn bản thấp hơn.